# Mirian León
Mirian Patricia León Serpas (* 17. März 1986) ist eine salvadorianische Fußballschiedsrichterin.
Seit 2022 steht sie auf der FIFA-Liste und leitet internationale Fußballpartien.
León leitete jeweils ein Spiel beim Women’s Gold Cup 2014 und beim Women’s Gold Cup 2018 in den Vereinigten Staaten.
Zudem hatte sie zwei Einsätze bei der U-17-Weltmeisterschaft 2014 in Costa Rica und einen Einsatz bei der U-17-Weltmeisterschaft 2016 in Jordanien.